# Tessa
Tessa ist ein weiblicher Vorname.

## Herkunft und Bedeutung
Tessa wird allgemein als Kurzform zu Theresa aufgefasst, aber unabhängig als Name vergeben. Der Name hat einen italienischen Beiklang in der Literatur des 19. Jahrhunderts, obwohl er zu dieser Zeit in Italien nicht gebräuchlich war.
Jean Giraudoux hat 1934 ein Schauspiel Tessa, la nymphe au cœur fidèle veröffentlicht, das auf Margaret Kennedys 1924 erschienenem Roman The Constant Nymph basiert, ebenfalls mit einer Tessa als Hauptfigur. Zu den frühesten prominenten Trägerinnen des Namens zählt die jamaikanische Schauspielerin und Modedesignerin Tessa Prendergast (1928–2001).

## Namensträgerinnen
- Tessa Allen (* 1996), US-amerikanische Schauspielerin
- Tessa Bergmeier (* 1989), deutsches Model
- Tessa Blackstone, Baroness Blackstone (* 1942), britische Politikerin
- Tessa Bremmer (* 1983), niederländische Handballspielerin
- Tessa Dahl (* 1957), britische Autorin und Schauspielerin
- Tessa van Dijk (* 1986), niederländische Eisschnellläuferin
- Tessa Franken (* 1966), deutsche Basketballspielerin
- Tessa Ganserer (* 1977), deutsche Politikerin
- Tessa Hadley (* 1956), britische Schriftstellerin
- Tessa Hoder (* 1997), dänische Schauspielerin
- Tessa Hofmann (verh. Tessa Savvidis; * 1949), deutsche Soziologin und Sachbuchautorin
- Tessa James (* 1991), australische Schauspielerin
- Tessa Korber (* 1966), deutsche Schriftstellerin
- Tessa Mittelstaedt (* 1974), deutsche Schauspielerin
- Tessa Netting (* 1990), US-amerikanische Schauspielerin, Sängerin und Webvideoproduzentin
- Tessa Obrusnik (* 1993), deutsche Schauspielerin
- Tessa Parkinson (* 1986), australische Seglerin
- Tessa Rinkes (* 1986), deutsche Fußballspielerin
- Tessa Sanderson (* 1956), britische Speerwerferin und Olympiasiegerin
- Tessa van Schagen (* 1994), niederländische Sprinterin
- Tessa Souter (* 1956), britische Journalistin, Jazzsängerin und Liedtexterin
- Tessa Thompson (* 1983), US-amerikanische Schauspielerin
- Tessa Virtue (* 1989), kanadische Eiskunstläuferin
- Tessa Worley (* 1989), französische Skirennläuferin
- Tessa Wullaert (* 1993), belgische Fußballspielerin
- Tessa van Zijl (* 1996), niederländische Handballspielerin